# زرین‌کمر دوم
زرین‌کمر دوم بیست و دومین فرمانروای دودمان پادوسپانیان بود که میان سال‌های ۵۸۶ تا ۶۱۰ هجری در رویان حکومت داشت.
نسب او چنین است: «زرین‌کمر پور جستان، پور کیکاووس، پور هزار اسپ، پور ناماور، پور شهریار، پور باحرب، پور زرین‌کمر، پور فرامرز، پور شهریار…» پدربزرگ زرین‌کمر، کیکاووس، پیش از مرگ خود از اردشیر (حاکم باوندی طبرستان) درخواست کرد که چون پسری از او نمانده، نوه‌اش را به سرپرستی نزد خود داشته و به حکومت رساند. زمانی که کیکاووس درگذشت، زرین‌کمر در شهر ری بود. اسپهبد اردشیر باوند برای او معلمانی فرستاد و چون خردسال بود، حکومت پادوسپانی را به هزار اسپ دوم، پسرعموی او، سپرد. هزار اسپ شورید و در جنگی میان او و اردشیر، کشته شد. سپس اردشیر شخصی به نام «پاشا علی»، برادرزادهٔ مبارزالدین ارجاسف، را والی خود در رویان و دیلم نمود و «حسن حاجی باجگیر» از سوی او به ناتل رفت.
با رسیدن زرین‌کمر به سن بلوغ، اردشیر او را از ری فراخواند و نامزد رویان گردانید. اهالی رویان علیه این تصمیم شوریده و شخصی از خاندان پادوسپانی به نام بیستون پور ناماورک را به رهبری خود برگزیدند تا از سلطهٔ باوندیان خارج شوند. ایشان حسن حاجی باجگیر را نیز به قتل رسانده و پاشا علی را هم در رویان کشتند. اردشیر با شنیدن خبر شورش به رویان لشکر کشید و شورشیان را سرکوب کرد. بیستون به اسماعیلیان الموت پناه برد ولی اسماعیلیه او را دستگیر کرده و از اردشیر در ازای تحویل او چند تن از اسیران اسماعیلی را درخواست کردند. اردشیر نپذیرفت و گفت بیستون ارزشی برای او ندارد که بخواهد چند «ملحد» را به جایش تحویل دهد.
زرین‌کمر نهایتاً در سن ۱۶ سالگی به قدرت رسید و تحت نظر باوندیان حکومت را آغاز کرد و تا ۲۴ سال استندار پادوسپانیان بود. از آنجا که تمامی فرمانروایان بعدی پادوسپانی از تبار فرزندان او هستند، او را «ابوالملوک» خوانده‌اند. مهمترین رویداد در زمان زرین‌کمر دوم، حمله خوارزمشاهیان به مازندران و انقراض شاخهٔ دوم باوندیان بود که پس از درگذشت اردشیر به وقوع پیوست؛ لیکن به قلمرو پادوسپانی خللی وارد نیامد.